# Otto Weigel
Otto Weigel (* 11. März 1890 in Theißen; † 24. März 1945 in Leipzig) war ein deutscher Maler und Grafiker.

## Leben
Weigel wurde 1890 als Sohn eines Bahnarbeiters in Theißen geboren. Ab 1911 studierte er Zeichnen bei Peter von Halm an der Königlichen Akademie der Bildenden Künste München (Matrikelnummer 5031). Danach arbeitete er als Lehrer an der Gaudigschule (ehemals II. Höhere Mädchenschule) in Leipzig, von 1929 bis 1931 unterrichtete er ebenda an der Thomasschule. Außerdem wirkte er als Illustrator und freier Künstler in Leipzig.

## Buchillustrationen
- Das Käthchen von Heilbronn oder die Feuerprobe. Ein großes historisches Ritterschauspiel von Heinrich von Kleist. Aufgeführt auf dem Theater an der Wien den 17., 18. und 19. März 1810. Die Initialen und Schlußvignette wurden von Otto Weigel radiert. Hübel & Denck, Leipzig 1922.
- Wer istʹs ? Persönliche Ausgabe für den ersten Verleger. Hermann Degener zu seiner Silberhochzeit. Nebst 4 verschiedenen Drucksachen zum gleichen Anlaß. Oscar Brandstetter, Leipzig 1925.
- Zur Erinnerung an die Propagandisten-Woche vom 25. Jan.-29. Jan. 1926 der Deutschen Buchhändler-Lehranstalt, Leipzig. Titelzeichner Otto Weigel. Oscar Brandstetter, Leipzig 1926.
- Alfred Semerau (Hrsg.): Galante Kostbarkeiten. Mit 12 Bildbeilagen von Otto Weigel. L. Buchsbaum Verlag, Leipzig-Mährisch-Ostrau 1929.